# ولایت نوتو

ولایت نوتو در سال ۱۹۶۸

ولایت نوتو (به ژاپنی: 能登国 Noto Province) که گاهی به نام نوشو Nōshū 能州 نیز خوانده می‌شود، یکی از نواحی در تقسیم‌بندی کشوری قدیم ژاپن بود. محل قرار گرفتن ولایت نوتو، استان ایشیکاوا امروزی بوده‌است. این ولایت در احاطهٔ دریای ژاپن بوده‌است.